# Storbritanniens premierminister
 For alternative betydninger, se Premierminister. (Se også artikler, som begynder med Premierminister)
Premierministeren for Det Forenede Kongerige Storbritannien og Nordirland er den politiske leder af Storbritannien og leder af Hans Majestæts regering. Premierministeren og Kabinettet (de højtstående ministre, der er ledere af de statslige departementer) er kollektivt ansvarlige for den førte politik og statens handlinger. "Premierminister" er et embede og ikke en titel. Premierministerens titel er "The Right Honourable", der er titlen på medlemmerne af statsrådet.
Den nuværende premierminister, Keir Starmer, blev udnævnt den 5. juli 2024.

## Britiske premierministre

### Nulevende tidligere premierministre
| Billede | Navn          | Parti                  | PM fra år | PM til år |
| ------- | ------------- | ---------------------- | --------- | --------- |
|         | John Major    | The Conservative Party | 1990      | 1997      |
|         | Tony Blair    | Labour                 | 1997      | 2007      |
|         | Gordon Brown  | Labour                 | 2007      | 2010      |
|         | David Cameron | The Conservative Party | 2010      | 2016      |
|         | Theresa May   | The Conservative Party | 2016      | 2019      |
|         | Boris Johnson | The Conservative Party | 2019      | 2022      |
|         | Liz Truss     | The Conservative Party | 2022      | 2022      |
|         | Rishi Sunak   | The Conservative Party | 2022      | 2024      |